# Sandy Tomsits
Sandy Tomsits (* 9. Dezember 1967 in Wien) ist eine österreichische Regisseurin, Dramaturgin und bildende Künstlerin.

## Leben
Sandy Tomsits studierte Malerei an der Akademie der Bildenden Künste in Wien, Meisterklasse: Arnulf Rainer, Abschluss 1995. Es folgten ein Studium der Germanistik an der Universität Wien und ein Lehramtsstudium in „Bildnerische Erziehung“ bei Herwig Zens. In ihrer Diplomarbeit befasste sie sich mit den bildnerischen Gestaltungsmitteln im Film „Der Kontrakt des Zeichners“ von Peter Greenaway und recherchierte dafür am British Film Institut London mit Unterstützung von Peter Marginter, Leiter des Österreichischen Kulturinstituts in London (1995).
Während des Malereistudiums arbeitete Sandy Tomsits von 1995 bis 2000 bei der österreichischen Tageszeitung „Der Standard“ als freie Journalistin unter dem Namen Sandy Lang im Bereich Literatur und Theater (Features, Interviews, Berichterstattung). 1999–2001 beteiligte sie sich an Idee, Konzept und Umsetzung des „Rimbaud-Wettbewerbs für Autoren bis 19“ in Zusammenarbeit mit dem Schriftsteller und Standard-Redakteur Michael Cerha für die Tageszeitung „Der Standard“ und Ö1. Es folgten „Rimbaud-Abende“ in Form von szenischen Lesungen der Preisträgertexte in der Spielbar des Volkstheaters (Leitung: Emmy Werner).
Ab 2003 arbeitete Sandy Tomsits als Regieassistentin am Schauspiel Frankfurt, Volkstheater Wien, Akademietheater Wien, u. a. für die Regisseure Anselm Weber und Karin Beier. Ab 2005 wirkte sie als Regieassistentin am Schauspiel Essen unter der Leitung von Anselm Weber. Am Schauspiel Essen inszenierte sie unter anderem die „Prinzessinnendramen I-III“ von Elfriede Jelinek mit Nadja Robiné, Ute Zehlen, Rezo Tschikwischwili und Fritz Fenne. Anschließend hatte sie eine Gastregieassistenz an der Opera de Munt/Koninklijk Circus für „Lucia di Lammermoor“ (Regie: Guy Joosten, Dirigent: Julian Reynolds). Ab 2007 gab sie eigene Inszenierungen, u. a. am Schauspiel Essen, Theater Duisburg und leitete Jugend- und Seniorentheatergruppen.
Weitere Tätigkeiten waren die Theaterarbeit mit Suchtkranken (Kamillushaus/Essen) zum Thema „Alkohol in der Familie“, Inszenierung und Dramatisierung des Kinderbuchs „Flaschenpost nach irgendwo“ von Schirin Homeier, Andreas Schrappe, sowie die Arbeit mit Kindern aus Einwandererfamilien in Essen/Mühlheim.
Ab 2011 kehrte sie nach Wien zurück und inszenierte das Stück „Sterbebett mit Pappendeckeln“ (UA) von Andreas Okopenko in Kooperation mit Karlheinz Essl (Musik) und Michael Cerha (Dramaturgie) im Theater Spielraum Wien. 2013 begann sie das psychotherapeutische Propädeutikums beim ÖAGG, arbeitete im Maimonides-Zentrum mit Demenzkranken und absolvierte am Institut für angewandtes Theater (ifant) eine Ausbildung als Theaterpädagogin (BuT zertifiziert). An der Theaterwerkstatt Heidelberg schloss sie 2019 eine Weiterbildung zur Musiktheaterpädagogin ab.
Anfang 2017 gründete sie in Wien eine freie Seniorentheatergruppe („Alte Meister, Wien“), nahm mit der Produktion „Die Bremer Stadtmusikanten – reloaded“ am Internationalen Seniorentheaterfestival in Andelsbuch/Vorarlberg teil. Seitdem beschäftigt sie sich mit dem Aufbau einer Seniorentheaterszene in Wien in Kooperation mit Oliver Gruber-Lavin y Ochoa.

## Inszenierungen (Auswahl)
- 2001 „Heiße Stories“ nach Liesl Ujvary, mit Johanna Orsini-Rosenberg, Plafond, Volkstheater Wien
- 2003 „Hetärengespräche“ nach Lukian in der Übersetzung von Michael Cerha, Koproduktion Volkstheater Wien und Festwochen Gmunden, Villa Lanna
- 2004 „Ich spucke auf euch“ nach Nawal El Saadawi, Theater Drachengasse Wien
- 2004 „Lady Macbeth“ nach William Shakespeare mit einem Puppenspieler (Macbeth) und einer Schauspielerin (Lady Macbeth), Schauspielhaus Wien
- 2006 Leitung des Theaterclubs für Menschen ab 60 „Cico Cico – Hommage an Federico Fellini“ Casa, schauspiel essen
- 2007 „Der Tod und das Mädchen: Prinzessinnendramen I-III“ von Elfriede Jelinek, Schauspiel Essen
- 2008 „Statisten“ (nach einem Roman von Arnon Grünberg), Theater Duisburg, Spieltrieb (Jugendclub)
- 2009 „Marxloh Brothers and Sisters!“ – Kindertheater mit Kindern der Grundschule in Marxloh/NRW.
- 2010 „Flaschenpost nach irgendwo“ – Ein Stück für Kinder mit Thema „Alkoholsucht in der Familie“, Kamillushaus Essen Werden, Färberei, Wuppertal
- 2011 Uraufführung „Sterbebett mit Pappendeckeln – Fuga in drei Dekorationen“ (von Andreas Okopenko) Theater Spielraum, Wien[4]
- 2012 „Sugar Dollies“ (Klaus Chatten) Studiobühne Essen[5]
- 2013 „Irrwege- oder Penelope wartet (nicht)?“ Mit Texten von Daniela Stockinger, James Joyce, Homer u. a., Hipphalle, Gmunden, Gmundner Festwochen, Österreich